# Heian Nidan
Heian Nidan (平安二段) est un kata de karaté de style Shōtōkan. C'est le deuxième des cinq kata de la série initiatique Heian. 
Codifié par Gichin Funakoshi, Heian Nidan est un kata qui monte en complexité par rapport à Heian Shodan : on y retrouve des techniques variées de blocage et d'attaque, ainsi que l'apparition des premiers coups de pied. Sa connaissance est requise pour l'obtention de la ceinture orange.

## Étymologie
Heian Nidan signifie  « paix et tranquillité, niveau deux ».
Le mot « Heian » vient du japonais hei (平) signifiant « calme, stable », et an (安) signifiant « paix, quiétude ».
« Nidan » vient du japonais ni (二) « deuxième » et dan (段) « niveau ».

## Origines
Heian Nidan a été codifié en 1936 par Gichin Funakoshi. Il a été conçu à partir du kata Pinan Nidan, créé en 1907 par le maître Ankō Itosu en même temps le reste de la série Pinan.
À l'origine, Pinan Nidan était enseigné en premier, avant Pinan Shodan, malgré ses techniques plus complexes. C'est d'ailleurs encore le cas dans certaines écoles de karaté, par exemple en Shito-ryū.

## Structure

### Embusen

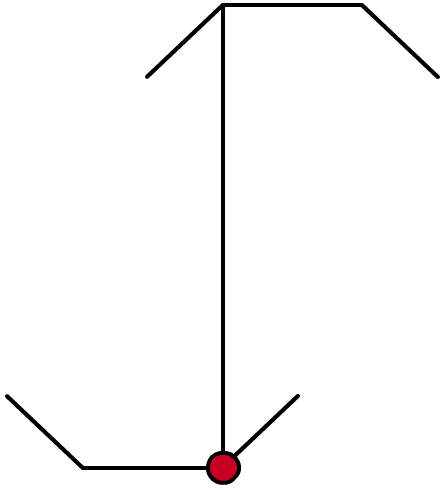
Embusen de Heian Nidan. Le point rouge représente le point de départ et d'arrivée du kata.

L'embusen de Heian Nidan est simple et symétrique. Il s'effectue sur trois axes, avec des déplacements à 45° sur les axes latéraux.

### Caractéristiques
Heian Nidan est composé de 26 mouvements et deux kiai, et s'exécute en environ 40 secondes,.
C'est un kata aux mouvements symétriques mais qui comporte des techniques variées. La technique la plus emblématique du kata est le shutō-uke en position kokutsu-dachi. On y trouve également les premiers coups de pied de la série des Heian (yoko-geri et mae-geri), et des attaques et défenses variées, poings fermés ou mains ouvertes, ainsi que des techniques à deux mains tels que le blocage morote-uke.

### Rythme
Le kata est rythmé par groupes de deux ou trois techniques, avec de légères pauses entre chaque unité. Les kiai sont suivis de pauses légèrement plus longues (environ 1 seconde) pour récupérer son souffle et marquer la puissance de la technique.

## Techniques
Heian Nidan est un kata varié, qui comporte de nombreuses techniques différentes d'attaque et de défense, avec de nombreuses nouveautés pour les débutants par rapport à Heian Shodan, notamment les coups de pied yoko-geri (latéral) et mae-geri (frontal), l'attaque nukite (pique du bout des doigts) et le blocage uchi-uke.

### Postures
- Kōkutsu-dachi (en appui sur la jambe arrière)
- Zenkutsu-dachi (fente avant)

C'est l'un des kata Heian qui comporte le plus de kōkutsu-dachi (9 occurrences), mais on y trouve également beaucoup de zenkutsu-dachi (9 occurrences également),.

### Défenses
- Jōdan tate-uke (blocage niveau visage vers l'avant)
- Ude soete (blocage niveau visage devant le front)
- Ude-uke (poing ramené à l'oreille)
- Shutō-uke (blocage du tranchant de la main)
- Osae-uke (main ouverte baissée à l'horizontale)
- Uchi-uke (blocage de l'avant-bras intérieur-extérieur)
- Morote-uke (uchi-uke soutenu par le deuxième poing placé sous le coude)
- Gedan-barai (blocage descendant)
- Jōdan-age-uke (blocage ascendant)

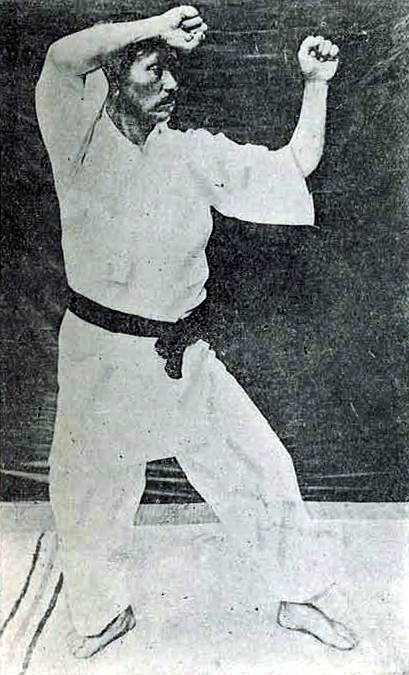
Ce double blocage (combinaison de jōdan tate-uke et ude soete) est première technique du kata Heian Nidan, ici effectuée par le maître Gichin Funakoshi.

Le blocage shutō-uke est la technique emblématique de Heian Nidan (7 occurrences).

### Attaques
- Ura-zuki (coup de poing à distance courte, paume vers le haut)
- Chūdan tsuki (coup de poing direct niveau plexus)
- Uraken (coup du revers du poing)
- Nukite (pique du bout des doigts)
- Gyaku-zuki (coup de poing direct du bras opposé à la jambe avant)
- Yoko-geri (coup de pied latéral)
- Mae-geri (coup de pied frontal direct)

Dans Heian Nidan, les attaques sont minoritaires par rapport aux défenses, mais très variées : attaques poing fermé, main ouverte et coups de pied.

### Difficultés
Heian Nidan contient un certain nombre de techniques avancées qui peuvent être difficiles à maîtriser pour le débutant, notamment une double attaque combinant yoko-geri et uraken, qui demande souplesse, équilibre et coordination.

## Déroulé
Le kata se déroule comme suit :
Introduction
- Salut (rei) en musubi-dachi
- Yōi en hachiji-dachi
- Annonce du nom du kata : Heian Nidan

Séquence latérale

Premiers mouvements du kata Heian Nidan (jusqu'au premier shutō-uke).

1. Vers la gauche : jōdan tate-uke bras gauche / ude soete bras droit en kōkutsu-dachi jambe gauche devant
2. Sur place : ude-uke gauche / chūdan ura-zuki droit
3. Sur place : jōdan tettsui-uchi gauche
4. Vers la droite : jōdan tate-uke bras droit / ude soete bras gauche en kōkutsu-dachi jambe droite devant
5. Sur place : ude-uke droit / chūdan ura-zuki gauche
6. Sur place : jōdan tettsui-uchi droit

Séquence sur l'axe vertical (aller)
1. Retrait du pied gauche vers le pied droit, les deux poings ramenés à la hanche gauche
2. Vers l'arrière : yoko-geri et uraken-uchi
3. En regardant à nouveau vers l'avant et en posant le pied droit à l'arrière : shutō-uke en kōkutsu-dachi jambe gauche devant
4. Un pas vers l'avant : shutō-uke en kōkutsu-dachi jambe droite
5. Un pas vers l'avant : shutō-uke en kōkutsu-dachi jambe gauche
6. Un pas vers l'avant : osae-uke main gauche puis nukite main droite en zenkutsu-dachi jambe droite avec kiai

Séquence latérale (bis)
1. Rotation 270° vers la gauche : shutō-uke en kōkutsu-dachi jambe gauche
2. Un pas vers la droite à 45° : shutō-uke en kokutsu-dachi jambe droite
3. Rotation 135° vers la droite : shutō-uke en kokutsu-dachi jambe droite
4. Un pas vers la gauche à 45° : shutō-uke en kokutsu-dachi jambe gauche

Séquence sur l'axe vertical (retour)
1. Rotation à 45° vers la gauche : gyaku uchi-uke en zenkutsu-dachi jambe gauche
2. En avançant : mae-geri jambe droite
3. Poser en attaquant gyaku-zuki en zenkutsu-dachi jambe droite
4. Sur place, avec léger recul du pied avant : gyaku uchi-uke
5. En avançant : mae-geri jambe gauche
6. Poser en attaquant gyaku-zuki en zenkutsu-dachi jambe gauche
7. Un pas vers l'avant : chūdan morote-uke en zenkutsu-dachi jambe droite

Séquence latérale finale
1. Rotation 270° vers la gauche : gedan-barai en zenkutsu-dachi jambe gauche
2. Un pas vers la droite à 45° : jōdan age-uke en zenkutsu-dachi jambe droite
3. Rotation 135° vers la droite : gedan-barai en zenkutsu-dachi jambe droite
4. Un pas vers la gauche à 45° : jōdan age-uke en zenkutsu-dachi jambe gauche avec kiai

Conclusion
- Retour en yōi en hachiji-dachi
- Salut (rei) en musubi-dachi
- Yame

## Bunkai(applications)
Certains maîtres proposent des bunkai (interprétations, applications) de Heian Nidan.

### Bunkaide Hirokazu Kanazawa
Le maître Hirokazu Kanazawa suggère diverses applications des techniques de Heian Nidan dans son livre Shotokan Kata.
Par exemple, pour appliquer la combinaison de yoko-geri et uraken-uchi (dernière technique de la première séquence), il propose la situation suivante :
- En réaction à une attaque en oi-zuki jōdan (coup de poing au visage) arrivant dans le dos, avancer le pied gauche pour sortir de la trajectoire de l'attaque, puis contre-attaquer par un yoko-geri (coup de pied latéral) aux côtes, en même temps que par un uraken-uchi (coup du revers du poing) au visage.

## Grades
En France, la connaissance de Heian Nidan est généralement requise pour le passage de la ceinture jaune à la ceinture orange. Heian Nidan fait également partie des six kata à connaître pour le passage de la ceinture noire premier dan.